# Petróleo no Brasil
Poços petrolíferos em Arroio dos 
Ratos, província do Rio Grande 
do Sul, 1885.
Desde o fim do século XIX que o Petróleo foi considerado uma riqueza mineral indispensável para o desenvolvimento econômico dos países. Em boa parte desse período o Brasil, graças a extensão do seu em grande parte inexplorado território, sempre alimentou a crença dos estudiosos e empresários nacionais de que contasse com grandes reservas, capazes de tornar o pais autossuficiente desse recurso energético, como o fizeram as grandes potências industriais do século XX, Estados Unidos e União Soviética.
Mas a prospecção de petróleo em território brasileiro se mostrou difícil e custosa, fazendo com que os governantes procurassem atrair a ajuda estrangeira. A falta de resultados geraria uma desconfiança generalizada, que teve seu auge em 1936 quando o prestigiado escritor e ex-adido comercial nos Estados Unidos Monteiro Lobato publicou o livro "O Escândalo do Petróleo", denunciando ações de empresas estrangeiras, principalmente a Standard Oil, no sentido de "não explorar e não deixar que explorem".
O assunto, pelas suas implicações estratégicas e patrióticas, tornou-se um dos temas que mais interessaram aos militares brasileiros. Ficou famoso o debate entre os Generais Júlio Caetano Horta Barbosa (que defendia a total exclusão dos estrangeiros da exploração do petróleo) e Juarez Távora (favorável a participação do capital estrangeiro). A corrente de Barbosa ganhou força quando, em seu mandato à frente do Conselho Nacional do Petróleo, foi enfim descoberto petróleo na Bahia, em 1939, no bairro do Lobato, em Salvador. As ações estrangeiras se renovaram com essa descoberta e após a Segunda Guerra Mundial houve a reação da opinião pública, com a campanha nacional do "O petróleo é nosso!".
Encampando a campanha Getúlio Vargas criou a Petrobrás em 1953. Apesar das expectativas gerais nos 21 anos seguintes a Petrobras acumularia insucessos em relação ao objetivo de dar a autossuficiência ao país. A situação só iria mudar a partir da década de 1960, quando foram desenvolvidas técnicas de pesquisa marítima que levaram a descobertas do produto na plataforma continental brasileira, primeiro em Sergipe, em 1968, e na Bacia de Campos, em 1974. Em 1997 o monopólio estatal do petróleo foi quebrado e o Brasil enfim alcançou a capacidade de se tornar independente dos fornecedores estrangeiros dessa importante matéria-prima.

## História
Como se acredita que o petróleo é formado pela decomposição de material orgânico que ocorreu durante milhões de anos, as pesquisas em busca do valioso produto procuram indícios geológicos desse tipo de formação antiga. A evidência se deu a partir de achados de fósseis em depósitos de petróleo ou xisto betuminoso. No Brasil, no início do século XX, já haviam sido encontrados fósseis marinhos em áreas betuminosas.

### Império

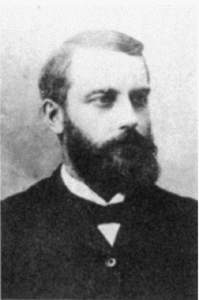
Orville Derby

Com a eclosão da Guerra Civil dos Estados Unidos investidores ingleses procuraram novas áreas no mundo para sondar a existência de petróleo. Thomas Denny Sargent estudou tratados geológicos e pediu a concessão para exploração em diversas áreas na Bahia, sendo atendido com o Decreto 3.352-A de 30 de novembro de 1864.
A segunda concessão foi em 1869, dada a Edward Pellew Wilson, que havia lido o livro de 1863 de Gustavo Adolfo de Menezes, denominado "Notícia Descritiva e Estatística da Riqueza Mineral na Província da Bahia". Esse ato acabou sendo contestado nos tribunais pois as terras cedidas, próximas do Rio Maraú, alcançaram a Fazenda Gamboa, de propriedade de João da Costa Júnior e de seus filhos.
As pesquisas não acharam petróleo, apenas reservas de um tipo de betume, batizado de "maruíta" por Orville Derby, diretor do futuro Serviço Geológico e Mineralógico do Brasil. Algumas mortes na região como a de Fred Nicholson e Allan Fitzpatrick causaram rumores de ações estrangeiras que queriam deter a "concorrência". Da metade do século XIX até o final do Império estima-se terem entrado no pais cerca de 150 cientistas do solo, entre geólogos e paleontólogos, sendo que muitos dos resultados obtidos foram levados aos países de origem, permanecendo ignorados pelo cientistas e governo brasileiros.

### Primeiro período republicano

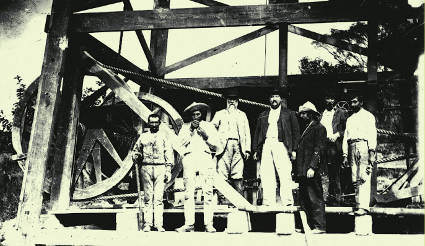
Perfuração em Bofete, Estado de São Paulo, 1892

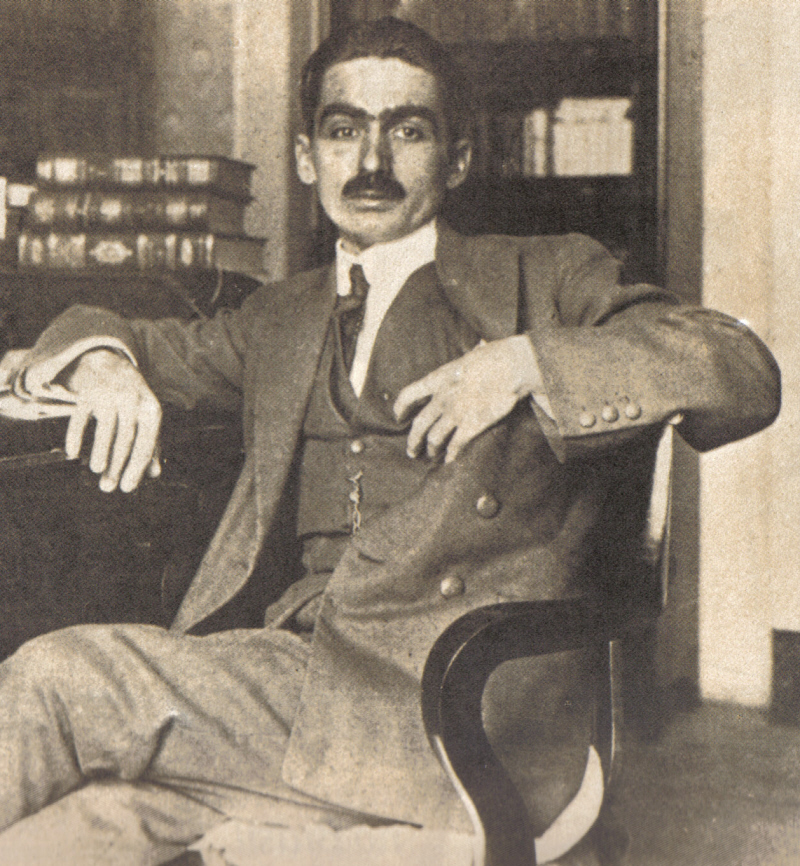
O escritor Monteiro Lobato por volta de 1920

Ao contrário de outras regiões no mundo, no Brasil as pesquisas mineralógicas continuavam esparsas no início do século. Em 1891 uma companhia britânica chegou a instalar uma torre metálica no litoral de Alagoas, mas a abandonou. As maiores pesquisas do período se concentraram em São Paulo, lugar onde já despontava a industrialização. Houve alguma notoriedade a exploração de Tito Lívio Martins no Morro do Bofete, na região de Tatuí, causa de muitos debates nos anos seguintes sobre a existência de petróleo nessa área, principalmente após a perfuração em 1892 de 48 metros por Eugênio Ferreira de Camargo, sucessor de Martins, quando foi encontrada areia argilosa com cheiro supostamente de petróleo. Glycon de Paiva afirmou que a perfuração alcançou mais de 400 metros e encontrou água sulfurosa (1940).
Outras concessões foram dadas nas terras de Guaratinguetá e Pindamonhangaba, dentre outras. As pesquisas geológicas do solo brasileiro continuaram sendo feitas principalmente por estrangeiros. John Casper Branner publicou um relatório em 1919, pela Sociedade Geológica dos Estados Unidos, no qual destacou possibilidades petrolíferas no Brasil. Já o norte-americano Israel Charles White, em trabalho publicado no Brasil em 1908 pelo Serviço Geológico e Mineralógico do Brasil (organizado em 1907), descartou possibilidades de achar petróleo no sul do Brasil (seus estudos na região levaram a descobrir a chamada Coluna White).
Em trabalho designado por Orville A.Derby, o técnico e futuro diretor do Serviço Geológico e Mineralógico do Brasil Eusébio Paulo de Oliveira contestou essas conclusões, a partir de 1915 (ano do suicídio de Derby), em publicações nos anais da Escola de Minas de Ouro Preto (fundada em 1880). À essa altura o petróleo já alcançara o patamar dos grandes negócios internacionais, vital para o desenvolvimento industrial dos Estados Unidos e das nações europeias
O professor Luis Felipe Gonzaga de Campos sucedeu a Derby no Serviço Geológico. Pouco afeito as pesquisas de campo, o professor defendeu a elaboração de novas leis para o setor de mineração. Em 1910 apresentou um projeto de lei que não foi adiante. Em 1915 surgiu a primeira Lei de Minas - Lei Calógeras, substituída em 1921 pela Lei Simões Lopes. Campos incumbiu o engenheiro Avelino Inácio de Oliveira de realizar pesquisas de carvão-de-pedra e petróleo no Vale do Amazonas. Em 1917, Otávio Brandão anunciou haver evidências petrolíferas em Riacho Doce, Alagoas. Foi perseguido e novamente houve rumores de ações estrangeiras que incluiriam a morte de José Bach em 1918, encontrado boiando no canal do Calunga, junto à lagoa Mundaú.
Entre 1917 e 1918, o professor Eduardo Costa dirigiu perfurações em Rio Claro com auxilio de técnicos do Departamento Geológico de São Paulo e da Empresa Paulista de Petróleos. A companhia abandonou os trabalhos após ter sido negado pedido de subvenção ao governo. Em 1919 foi criada a Comissão Eusébio de Oliveira pelo Serviço Geológico, que concentrou a exploração do petróleo por ação governamental nos dez anos seguintes, uma vez que houve enfraquecimento da iniciativa privada no setor.
Em 14 de abril de 1920, houve perfuração do poço nº 12 em Garça Torta em Alagoas. Três poços foram perfurados em Cururupe, nas proximidades de Ilhéus na Bahia. Em São Paulo, houve a transferência das sondagens de Rio Claro para São Pedro. Iniciadas em 12 de julho de 1921, ali ocorreu a primeira incidência registrada de "gás natural" em todo o país. A busca por petróleo na região foi abandonada em 1926.
Em 20 de julho de 1925 foi aberto o primeiro poço em Itaituba, no Pará. Em 15 de janeiro de 1926, a sondagem de Afonso Galeão em Santo Amaro na Bahia alcançava pela primeira vez um lençol petrolífero. Em 1923 surgiu o livro do professor e funcionário de empresa, Valentim R.Garfias, "Petroleum Resources of the World", que trazia um capítulo sobre o Brasil e apontava locais promissores de exploração petrolífera ao longo da fronteira ocidental, Alto Amazonas e no litoral, desde São Paulo até Maceió.
Em 14 de dezembro de 1922 havia sido descoberto petróleo na Venezuela, pela companhia americana Venezuelan Oil Company, o que renovou o interesse pelas pesquisas no Amazonas, devido a similaridades geológicas. Com a descoberta de reservas importantes no Oriente Médio em 1927, os preços do petróleo caíram bastante. Em 1926 a Standard Oil Company investiu diretamente no Amazonas através de três companhias: The Amazon Corporation, American Brazil Exploration e Canadian Amazon Company Limited. A concessão obtida pela lei estadual 1.297 de 18 de outubro de 1926, foi cancelada pela Revolução de 1930.
Em 1927, o especialista norte-americano Chester Washburne foi contratado pelo Estado de São Paulo e concluiu haver petróleo naquele território, mas defendia que a exploração fosse entregue às companhias estrangeiras. Suspeitou-se de que estava à serviço delas, sendo que a Companhia Geral Pan-Brasileira, subsidiária da Standard Oil, iniciou compras de grandes porções de terras paulistas após a publicação em inglês das conclusões de Washburne. Anos depois, Monteiro Lobato afirmou que essas aquisições não tinham objetivo de exploração, mas de impedir a exploração por terceiros. O trabalho só foi publicado em português no ano de 1939, editado pelo Ministério da Agricultura, sob o título "Geologia do Petróleo do Estado de São Paulo". Lobato explicou sua posição no livro "O Escândalo do Petróleo" de 1936. O Serviço Geológico foi extinto em julho de 1933, após perfurar 127 poços, 63 especificamente buscando petróleo. A pouca profundidade que fora alcançada, foi ridicularizada por Lobato que chamou esses perfurações de "buraco de tatu".

### Era Vargas

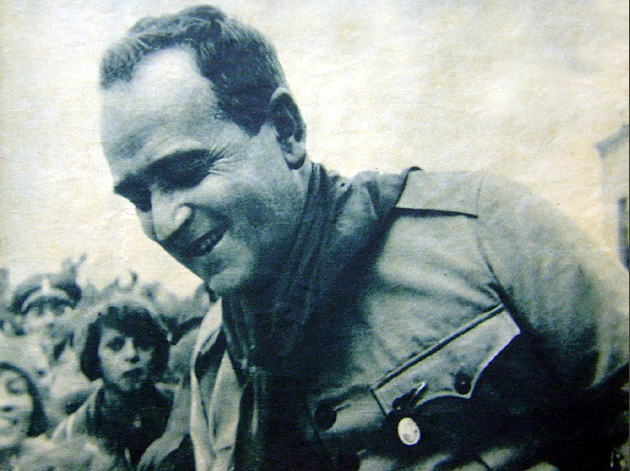
Getúlio Vargas

Com a Revolução de 1930 e a subida de Getúlio Vargas ao poder houve algumas mudanças em relação a "precária situação da indústria nacional de mineração" (conforme Juarez Távora, então Ministro da Agricultura): foram iniciadas medidas de proteção às riquezas naturais, racionalização dos processos de exploração e centralização normativa federal da matéria. Os órgãos foram reestruturados no âmbito do Ministério da Agricultura, a política do governo foi definida no Estatuto das Minas de 1934 e foi criado o Conselho Nacional do Petróleo (CNP) em 1938.
Em 1932 foi criada a Companhia Petróleos do Brasil, sob a iniciativa de Monteiro Lobato. Os atritos com o governo foram grandes, com críticas a atuação dos diferentes técnicos: Euzébio de Oliveira, Bordout Dutra, Fleury da Rocha. O interventor federal de Alagoas, Osman Loureiro, contestou a retirada da sonda do Ministério de Agricultura do Riacho Doce, no que foi elogiado por Lobato. Em 1935, Loureiro contrata estudos geofísicos da Piepmeyer & Cia (subsidiária da alemã ELBOF), que deram resultados positivos em Riacho Doce. Ao mesmo tempo o empresário e presidente da Bolsa de Mercadorias da Bahia Oscar Cordeiro realizou escavações no Recôncavo Baiano, entre 1931 e 1933, e enviou amostras ao presidente Vargas.
Em 1934, o novo Ministro da Agricultura, Odilon Braga, fez um levantamento do panorama petrolífero do país mas não houve referência às áreas de Lobato e Riacho Doce, o que foi visto como um atestado de incapacidade do governo em achar petróleo. Em 1932 foi fundada a pequena refinaria em Uruguaiana, Destilaria Riograndense de Petróleo, que produzia principalmente querosene e óleo diesel. O petróleo processado vinha do Peru até que houvesse uma interrupção por uma lei argentina que proibia transporte de petróleo bruto por seu território. Outras refinarias foram criadas por essa época, em Rio Grande e São Caetano do Sul.
Em 1935 o técnico governamental Bourdot Dutra esteve em Lobato e se entusiasmou com os poços, mudando a atitude governamental de descrédito, inclusive por uma opinião do geólogo Victor Oppenheim, que trabalhou nas Yacimientos Fiscales da Argentina, de que o petróleo contido na amostra de Oscar Cordeiro era estranho ao local. O poço de petróleo de Lobato foi descoberto em 21 de janeiro de 1939. Depois foi encontrado petróleo em mais três localidades do Recôncavo Baiano: Aratu, Candeias e Itaparica. Com a II Guerra Mundial, as companhias norte-americanas voltaram a se interessar em explorar petróleo no país. Em 1941 houve proposta da Standard Oil pelos direitos de exploração mas foi rechaçada pelo General Horta Barbosa, presidente do CNP. Muitos entraves foram criados pela companhia em relação a aquisição de equipamentos para a exploração do petróleo baiano. A situação só foi normalizada em 1944, com interferência de Vargas que iniciava contatos com o III Reich.

### A Campanha do Petróleo é Nosso

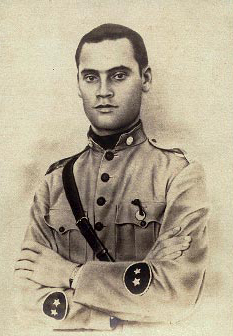
Juarez Távora em 1930

Com a queda de Vargas recrudesceram as ações das companhias estrangeiras, interessadas principalmente em controlar o refino e o transporte de petróleo. Em 1947 ocorria um debate no Clube Militar entre os Generais Horta Barbosa e Juarez Távora, tendo como alvo as mudanças de orientações do CNP e a proposta do Governo Dutra conhecida como Estatuto do Petróleo, remetido ao Congresso em 4 de fevereiro de 1948.
Em 25 de fevereiro de 1938 houve um tratado com a Bolívia, que permitia a exploração em seu território por empresas binacionais, brasileiras-bolivianas. O tratado não teve execução, mesmo a Petrobras (fundada em 1953) pretendia atuar no papel daqueles tipos de empresas citadas.

### Petrobrás

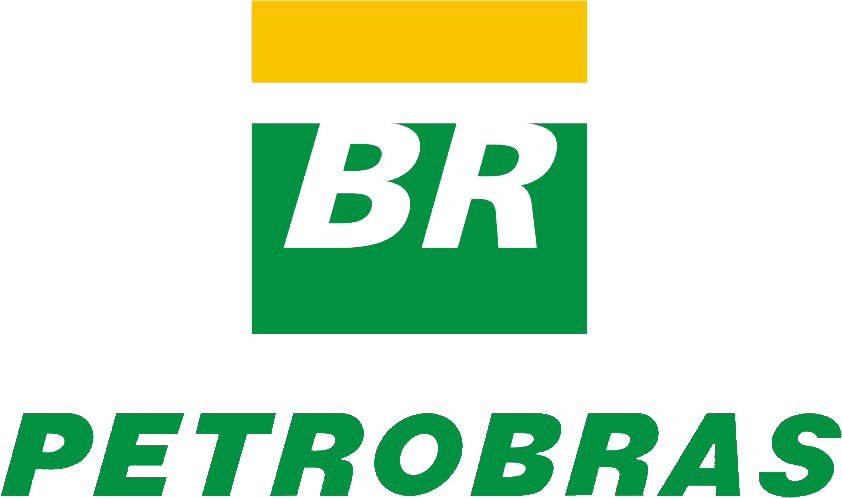
Logo da Petrobrás

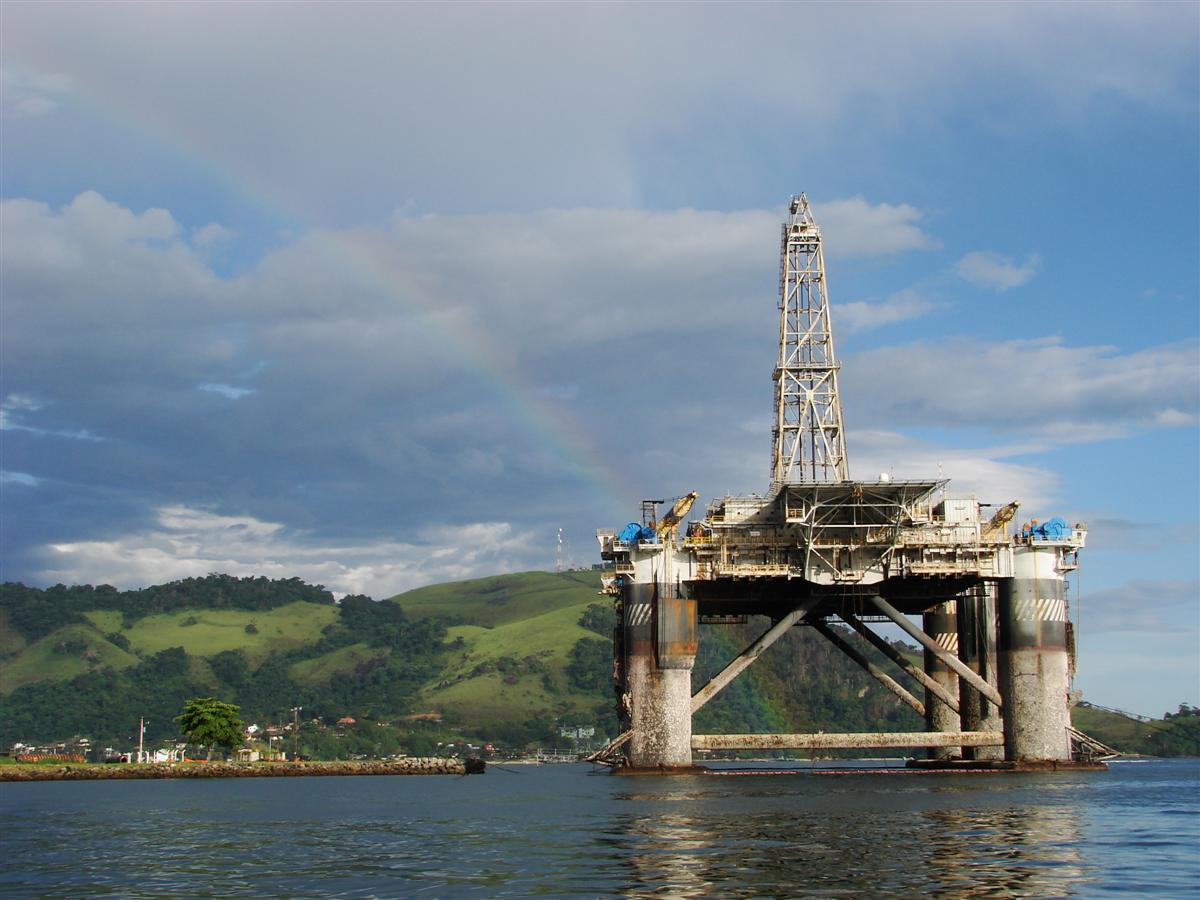
Plataforma de petróleo em Angra dos Reis

Com o retorno de Getúlio Vargas ao Poder foi enviado o projeto que previa a criação da Petrobras em 5 de dezembro de 1951, de autoria do assessor presidencial Rômulo de Almeida. Apesar de considerada "nacionalista" a proposta não agradou a vários representantes dessa corrente: Arthur Bernardes chegou a insinuar que Arantes seria testa de ferro dos trustes internacionais. O CEDPEN também considerou que a proposta era a oportunidade esperada pelos estrangeiros para penetrar na exploração e industrialização do petróleo nacional. O Clube Militar, presidido por Newton Estillac Leal, considerou o projeto como "profundamente nocivo à soberania nacional e à segurança militar". A redação final do projeto foi aprovada em 3 de outubro de 1953, resultando na Lei n° 2.004. Em 1950 foi fundada a primeira refinaria de propriedade do governo, a de Mataripe na Bahia - que ao passar para a Petrobras recebeu o nome de Landulfo Alves. As refinarias particulares continuaram a operar, não sendo alcançadas pelo monopólio.

### Paulipetro
Durante o governo de Paulo Maluf (1979-1982) decidiu-se pela busca de petróleo, que já era autorizada pela Petrobras, que tentava contornar as dificuldades trazidas pelo 1º choque do petróleo, em 1973. Foram criados os contratos de risco, que abriam a possibilidade de outras empresas procurarem petróleo em certas regiões do Brasil. O Governo do Estado de São Paulo constituiu a Paulipetro para participar dos consórcios que tentaram descobrir petróleo e gás na Bacia do Paraná, embora tenham sido gastos aproximadamente 500 milhões de dólares na perfurações de poços em busca de petróleo os resultados foram desanimadores e reação popular logo encerrou as atividades da companhia que durante sua curta duração não conseguiu encontrar o recurso mineral em quantidade necessária para exploração comercial.

### Quebra do monopólio estatal
Em 1997 o monopólio estatal brasileiro foi quebrado e foi criada a Agência Nacional do Petróleo, órgão federal para fiscalizar e aplicar as políticas governamentais no setor.

### Pré-Sal

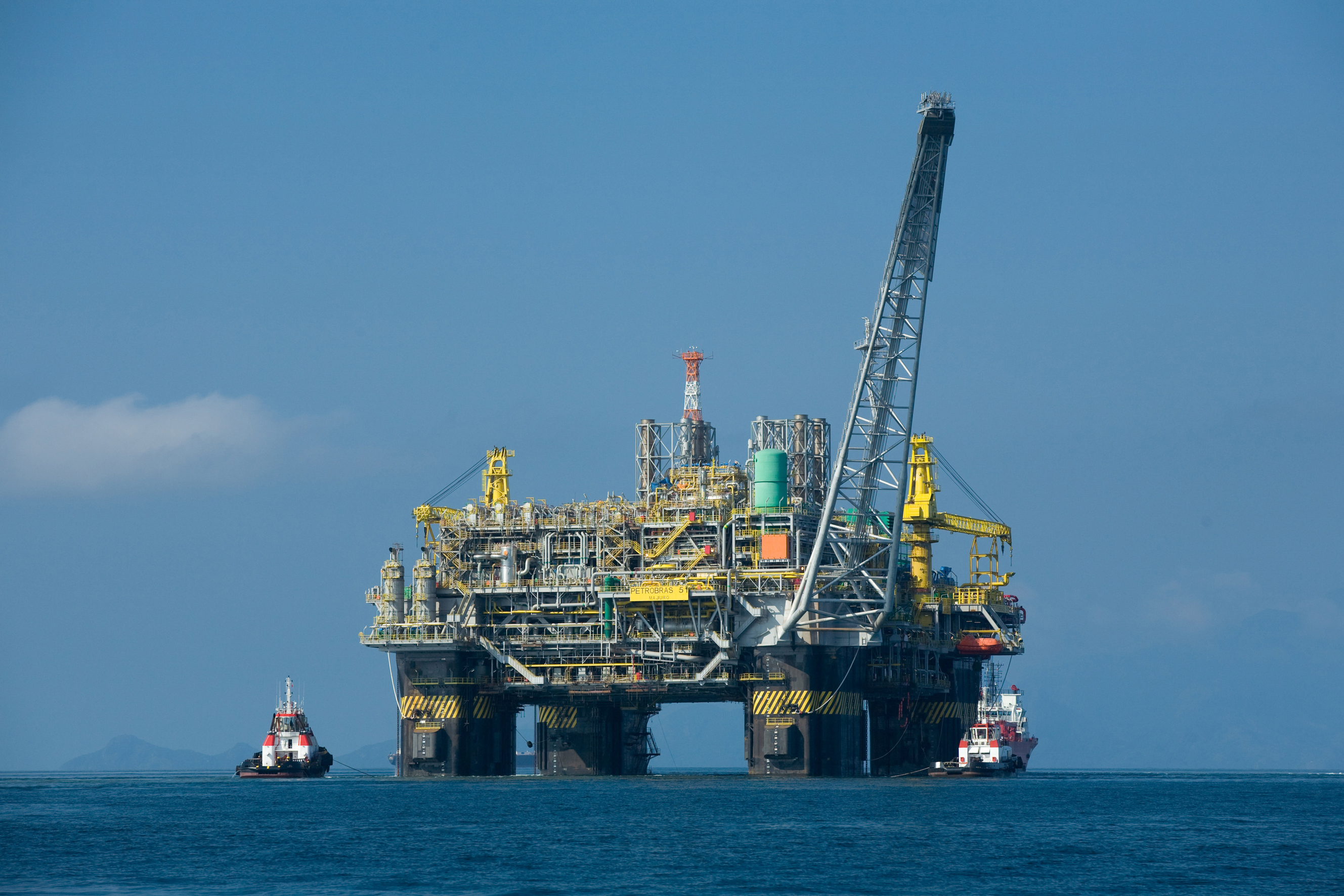
Plataforma P-51

Ao longo dos anos, o Brasil passou de importador à exportador de petróleo

Em 2006 surgiram os primeiros indícios de que haveria petróleo na camada geológica do pré-sal, na costa do Espírito Santo até Santa Catarina, dentro da plataforma continental brasileira. A primeira extração foi em setembro de 2008, na Bacia de Campos, e o período de testes ocorreu no ano seguinte, no campo de Tupi no litoral de Santos. Apesar de ter sua criação autorizada por lei em 2010 a empresa Pré-Sal Petróleo, PPSA, foi oficialmente criada em meados de 2013 e ficou com a função de representar a União nos leilões de petróleo e gás na área do Pré-Sal.
A produção nacional de petróleo cresceu 4% em 2017, para uma média de 2,622 milhões de barris diários, segundo a Agência Nacional de Petróleo, Gás Natural e Biocombustíveis (ANP). Em dezembro de 2017, o pré-sal já respondia por 50,7% da produção total, representando, pela primeira vez, mais da metade da produção nacional.
Alavancada pelo pré-sal, a Bacia de Santos teve crescimento de 29% na produção de óleo e gás em 2017, para 1,434 milhão de BOE/dia. A região ostenta, desde setembro  de 2017, o posto de maior bacia produtora do país. Os dados da ANP sugerem que, mantida a tendência dos últimos meses, Santos deve se consolidar no topo do ranking em 2018. Em 2016, na média, a Bacia de Campos manteve-se na liderança, com 1,510 milhão de BOE/di.
A Petrobras teve participação de 77,8% na produção nacional de petróleo, no ano de 2017
Em novembro de 2019, a produção nacional de petróleo ultrapassou a marca de 3 milhões de barris por dia, pela primeira vez. Já a produção de gás natural chegou a 137 milhões de metros cúbicos na mesma data. A produção diária do pré-sal atingiu uma média de 2,061 milhões de barris de petróleo, 66,7% do total nacional, e 83,7 milhões de metros cúbicos de gás natural, 61,1% do total do País.
No início de 2020, na produção de petróleo e gás natural, o país ultrapassou, pela primeira vez, 4 milhões de barris de óleo equivalente por dia. Em janeiro deste ano, foram extraídos 3,168 milhões de barris de petróleo e 138,753 milhões de metros cúbicos de gás natural. Em 2019, o Rio de Janeiro era o maior produtor de petróleo e gás natural do Brasil, respondendo por 71% do volume total produzido. São Paulo vem em segundo lugar, com 11,5% de participação na produção total.

## Reservas
O Brasil detém 16.184.100.000 barris de reservas comprovadas de petróleo em 2016, ocupando o 15º lugar no mundo e respondendo por cerca de 1,0% das reservas totais de petróleo do mundo de 1.650.585.140.000 barris.